# Courcelles-Chaussy
Courcelles-Chaussy is een gemeente in het Franse departement Moselle in de regio Grand Est. Courcelles-Chaussy telde op 1 januari 2022 3.005 inwoners.
De gemeente omvat de aan elkaar vastgegroeide plaatsen Chaussy (Duits: Kelsch) en Courcelles (Duits: Kurzel), die worden beschouwd als één plaats, en de plaatsen Landonvillers (Duits: Landenweiler, tussen 1940 en 1944 Ladenweiler) in het noorden van de gemeente en Pont-à-Chaussy (Duits: Kalscherbruck) ten oosten van Chaussy.

## Geschiedenis
In de gemeente bevinden zich resten van Romeinse villa's. De plaatsen Chaussy en Courcelles liggen beide aan de heerweg naar Metz. 
In 1552 kwam het gebied in Franse handen en het werd een regionaal centrum van de hugenoten die in 1560 een gereformeerde kerk bouwden. Na bij het Edict van Fontainebleau van 1685 werd deze kerk opgeheven. Na het Edict van Versailles van 1787, ook bekend als het Tolerantie-edict, keerden in 1797 enkele protestanten terug, die een nieuwe gereformeerde kerk oprichtten.
Op 7 augustus 1812 werd Pont-à-Chaussy in de gemeente opgenomen.
Na de Frans-Duitse Oorlog was de gemeente tussen 1871 en 1918 onderdeel van het Duitse Keizerrijk. In die tijd werd het Château d'Urville (Schloß Urweiler) in de gemeente ėėn van de zomerresidenties van Keizer Wilhelm II van Duitsland.
Tijdens de Tweede Wereldoorlog was de gemeente tussen 1940 en 1944 weer Duits onder de naam Kurzel an der Straße, naar de Romeinse heerweg.
In 1973 werd Landonvillers in de gemeente opgenomen. In Landonvillers bevindt zich een kasteel in barokstijl.
De gemeente maakte tot 22 maart 2015 deel uit van het kanton Pange in het arrondissement Metz-Campagne. Op die dag werden beide werden opgeheven. Courcelles-Chaussy werd de hoofdplaats van het nieuwgevormde kanton Le Pays Messin, dat onderdeel werd van het arrondissement Metz.

## Geografie
De oppervlakte van Courcelles-Chaussy bedroeg op 1 januari 2022 19,02 vierkante kilometer; de bevolkingsdichtheid was toen 158 inwoners per km².

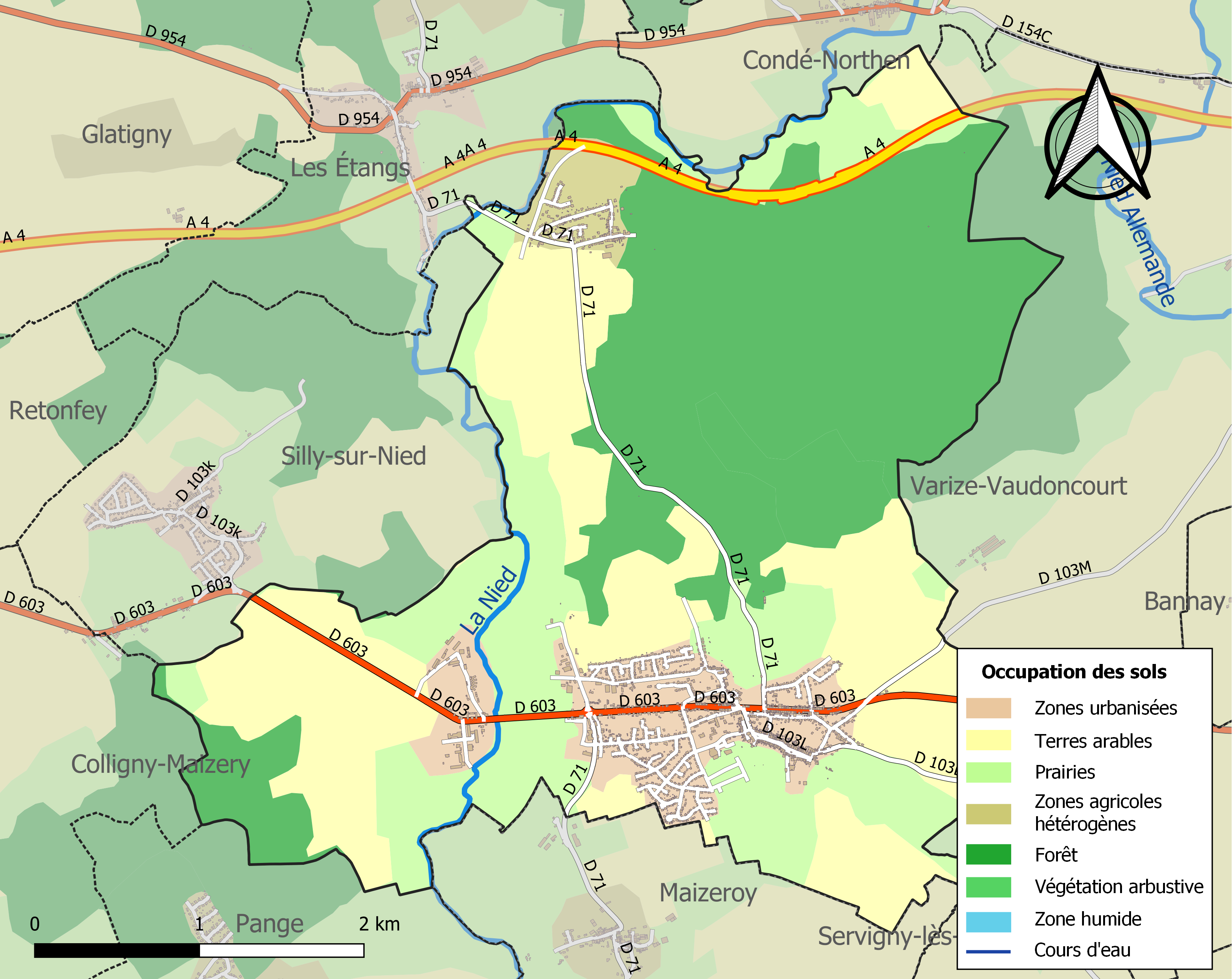
Kaart van de gemeente met de belangrijkste infrastructuur, bodemgebruik en omliggende gemeenten

## Demografie
Onderstaande figuur toont het verloop van het inwonertal (bron: INSEE-tellingen).